# Reconstrucionismo cristão
Reconstrucionismo cristão é um movimento fundamentalista reformista teonômico que se desenvolveu sob as ideias de Rousas Rushdoony, Greg Bahnsen e Gary North; tem tido uma influência importante no direito cristão nos Estados Unidos. Os reconstrucionistas defendem a teoria e a restauração de certas leis bíblicas na aplicabilidade. O movimento diminuiu na década de 1990 e foi declarado morto em um artigo Church History de 2008, embora organizações cristãs reconstrutivistas, como a Fundação Chalcedon e a American Vision, atuem hoje. Reconstrucionistas cristãos defendem geralmente o pós-milenismo e seguem a apologética pressuposicional de Cornelius Van Til.
Uma denominação cristã que defende a visão do reconstrucionismo cristão é a Igreja Presbiteriana Reformada nos Estados Unidos. A maioria dos cristãos reformados, no entanto, desacreditam o reconstrucionismo cristão e mantêm a teologia da aliança clássica, a visão tradicional reformada da relação entre a Antiga Aliança e o cristianismo.

## Críticas
O professor Meredith Kline, cuja própria teologia influenciou o método de vários teólogos reconstrutivistas, afirmou que o movimento cometeu o erro de não entender o papel profético especial do Israel bíblico, incluindo as leis e sanções, chamando-o de "uma perversão delusiva e grotesca dos ensinamentos das escrituras".
O autor cristão Rodney Clapp escreveu que o reconstrucionismo é um "movimento antidemocrático".
George M. Marsden, professor de história da Universidade de Notre Dame, observou no Christianity Today que "o reconstrucionismo em sua forma pura é um movimento radical". Ele também escreveu: "[as] propostas dos reconstrucionistas estão tão longe dos compromissos de evangélicos americanos com os ideais republicanos do país, como a liberdade religiosa, sendo que o número de verdadeiros crentes no movimento é pequeno".
A popular autora religiosa, feminista e ex-freira Karen Armstrong vê um potencial de "fascismo" no reconstrucionismo cristão, e vê o eventual domínio dos teólogos R. J. Rushdoony e Gary North como: "totalitário. Não há espaço para nenhum outra visão ou política, sem tolerância democrática para partidos rivais, sem liberdade individual".
Os cristãos reformados tradicionais argumentam que os reconstrutivistas cristãos "não entenderam as posições de Calvino, outros professores reformados e a Confissão de Fé de Westminster sobre a relação entre as estipulações éticas da aliança do Sinai e a obrigação dos cristãos com as leis judiciais mosaicas atualmente".